# Phạm Thu Hà (kỳ thủ)
Phạm Thu Hà (sinh 7 tháng 9 năm 1987 tại Hà Nội, Việt Nam) là một nữ kỳ thủ cờ tướng Việt Nam, người đang nắm kỉ lục vô địch quốc gia trẻ nhất khi mới 16 tuổi.

## Sự nghiệp
Năm 10 tuổi, Phạm Thu Hà đã dự giải vô địch quốc gia. Năm 16 tuổi, Phạm Thu Hà vượt qua các đàn chị như Lê Thị Hương, Ngô Lan Hương, Châu Thị Ngọc Giao... để lên ngôi vô địch quốc gia năm 2003, với sự tham dự của 17 kỳ thủ. Chức vô địch này đã tạo nên bất ngờ. Phạm Thu Hà cũng giữ kỉ lục nhà vô địch cờ tướng quốc gia trẻ nhất.
Ngoài ra, Phạm Thu Hà còn có những thành công khác như giành ngôi vô địch ở một số giải đấu thủ mạnh toàn quốc (năm 2010, 2011...), á quân Giải cờ tướng toàn quốc – Đại hội Thể dục thể thao 2006, á quân Giải cờ tướng đồng đội toàn quốc 2013.